# Rewaloryzacja
Rewaloryzacja – podparte ustawą podwyższenie nominalnej wartości pieniądza wobec kursu złota; przywrócenie dochodom ich realnej wartości utraconej z powodu inflacji. Odnosi się to głównie do świadczeń socjalnych takich jak płace, renty czy emerytury.
W szerokim znaczeniu tego słowa rewaloryzacja to nadanie pierwotnej wartości, odnowienie, przywrócenie świetności.